# 柳叶旌节花
柳叶旌节花（学名：Stachyurus salicifolius）为旌节花科旌节花属下的一个种。